# Kościół i klasztor pw. Zwiastowania Najświętszej Maryi Panny w Skępem
Kościół pw. Zwiastowania NMP w Skępem wybudowany został na początku XVI w. na terenie dawnej wsi Wymyślin; obecnie jest to część Skępego. Miejsce to stało się słynne z powodu objawień maryjnych pod koniec XV w. Sanktuarium Matki Bożej Skępskiej. Posługują tu Ojcowie Bernardyni.

## Historia

### Objawienie
Powstanie i rozwój klasztoru w Skępem wiąże się z prywatnym objawieniem, jakie w tym miejscu otrzymał kuśnierz Jan z Pobiedzisk podczas panującej w 1495 r. epidemii dżumy. Mikołaj Kościelecki, kasztelan kruszwicki, i jego żona Katarzyna z Szamotuł, właściciele Skępego, przekonani o prawdziwości objawień, wybudowali za miastem, w Wymyślinie (dzisiejsze Skępe), drewnianą kaplicę na miejscu dużego kamienia oznaczonego krzyżami. Kaplica ta była nawiedzana przez okoliczną ludność, szczególnie po roku 1496, kiedy to córka Kościeleckich – Zofia – umieściła w niej z wdzięczności za uzdrowienie chorych nóg niedużą drewnianą gotycką figurę Matki Bożej, nabytą w Poznaniu.

### Sprowadzenie bernardynów i budowa kościoła
Stryj fundatora, również Mikołaj Kościelecki, dziekan gnieźnieński, sfinansował budowę murowanego kościoła i niewielkiego klasztoru dla bernardynów, których postanowił tu sprowadzić. W 1498 r. Władysław z Gielniowa, wikariusz bernardynów, przyjął fundację, by latach 1501–1504 pełnić funkcję przełożonego tutejszej wspólnoty. Gotycki kościół i klasztor nie spełnił jednak wymogów rozrastającej się placówki z powodu napływu rzesz pielgrzymów. W latach 1508–1510 wybudowano nowy klasztor, a następnie kościół, który pochłonął starą budowlę. Został on konsekrowany w 1511 r. przez Mikołaja Kościeleckiego, podówczas już biskupa chełmińskiego. 
Kompleks klasztorny był stopniowo rozbudowywany. W 1524 r. została ukończona kaplica św. Anny, znajdująca się po północnej stronie nawy głównej. W latach 1726–1732 z inicjatywy wojewody kujawskiej Michała Działyńskiego i o. Serafina Gamalskiego, gwardiana klasztoru, dodano krużganki ze stacjami drogi krzyżowej. Obrazy do nich wykonał br. Jacek Uzdowski, malarz zakonny. Uległy one zniszczeniu; ich miejsce zajmują dziś inne płótna, nieznanego autorstwa, z końca XVIII w. Staraniem zaś Józefa Pawła Zielińskiego (zm. 1734) w pośrodku krużganków została wybudowana kaplica św. Barbary. 

### Koronacja i przebudowa kościoła
Rozwój kultu spowodował, iż podjęto starania o koronację figury Matki Bożej. Stolica Apostolska wydała odpowiednią zgodę 4 grudnia 1754 r. W przygotowaniu do uroczystości koronacyjnych dokonano wielu remontów i zmian w świątyni. Br. Walenty Żebrowski, malarz zakonny, ozdobił sklepienie kościoła polichromią. Przebudowano ołtarz główny (w tej formie istniał on aż do lat 90. XX w.). 
Uroczystości koronacyjne w uroczystość Zesłania Ducha Świętego, 18 maja 1755 r. celebrował bp Fabian Pląskowski, sufragan chełmiński, w zastępstwie bpa płockiego Jana Szembeka. W przeddzień koronacji z kościoła parafialnego do specjalnie wzniesionej na tę okoliczność małej kapliczki, zwanej na Borku przeszła procesja z figurą Matki Bożej Skępskiej. Po nocnym czuwaniu i kolejnej procesji – do kościoła klasztornego – nastąpiła koronacja.

### Dalsze losy klasztoru
W roku 1777 przeniesiono do klasztoru parafię ze spalonego kościoła w Skępem.
Wraz z zakończeniem powstania styczniowego władze carskie zlikwidowały klasztor w 1864 r. Miejsce bernardynów zajęli księża diecezjalni, podtrzymując kult Matki Bożej Skępskiej. Szczególnie zapisał się tu ks. Józef Pielaszewski, autor śpiewanej do dziś pieśni: Cudowna Skępska Maryjo nasza, tylu łaskami wsławiona.
Rewindykacja klasztoru na rzecz bernardynów nastąpiła w 1933 r. Wkrótce jednak – w 1940 r. – zakonnicy znów musieli opuścić Skępe. Wrócili w 1945 r. W 1995 r. sanktuarium uroczyście obchodziło 500-lecie objawień w Skępem.

## Matka Boża Skępska
Nieduża (88-89 cm) figura Matki Bożej przedstawia młodą dziewczynę z rękami złożonymi na piersiach, oczekującą potomstwa. Liczne wota otaczające tę figurę świadczą o żywym kulcie przybywających z Ziemi Dobrzyńskiej, Mazowsza i Kujaw pątników. Figura Matki Bożej Skępskiej została koronowana koronami papieskimi w 1755 r.

## Galeria zdjęć

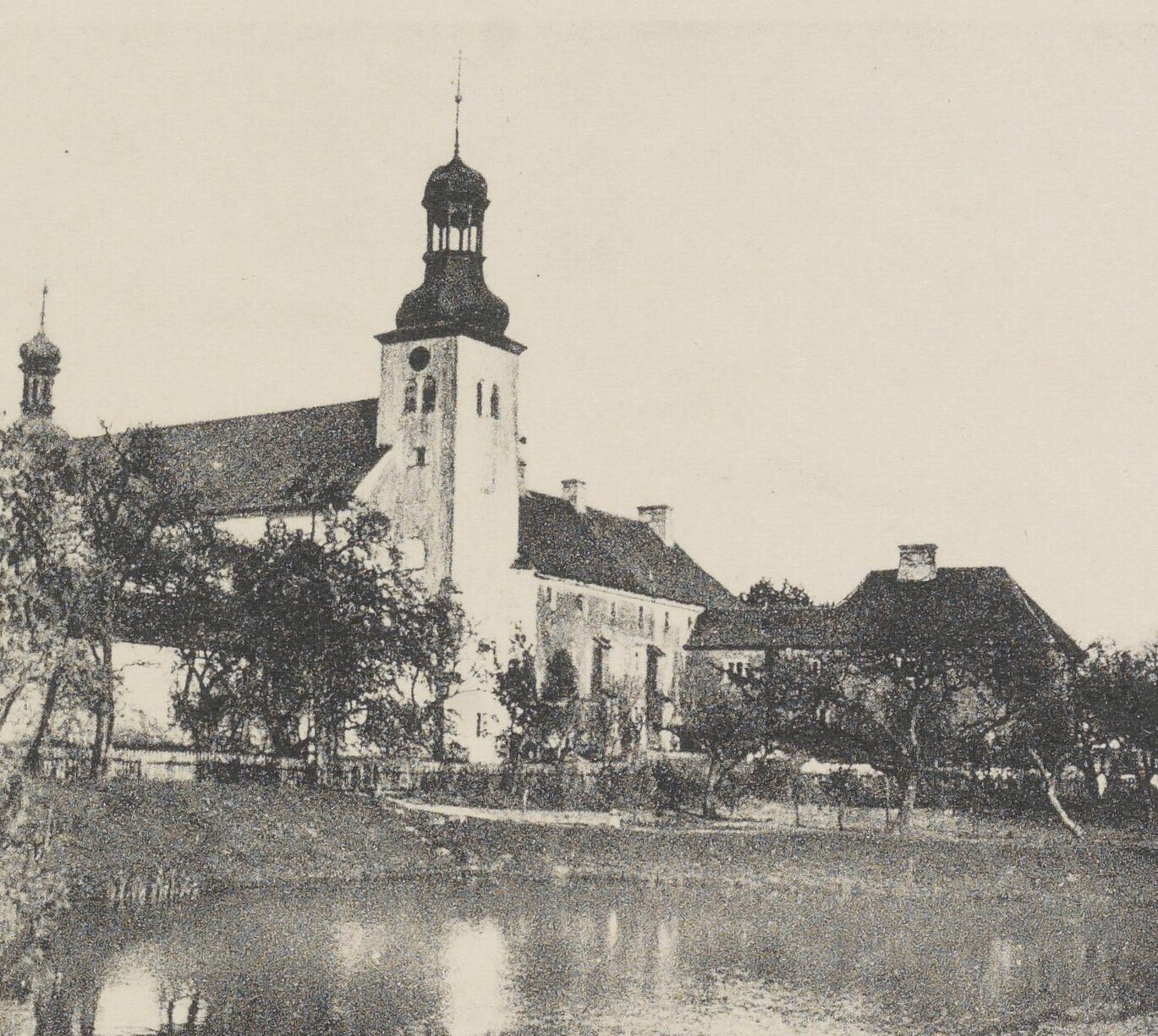
Widok przed 1908
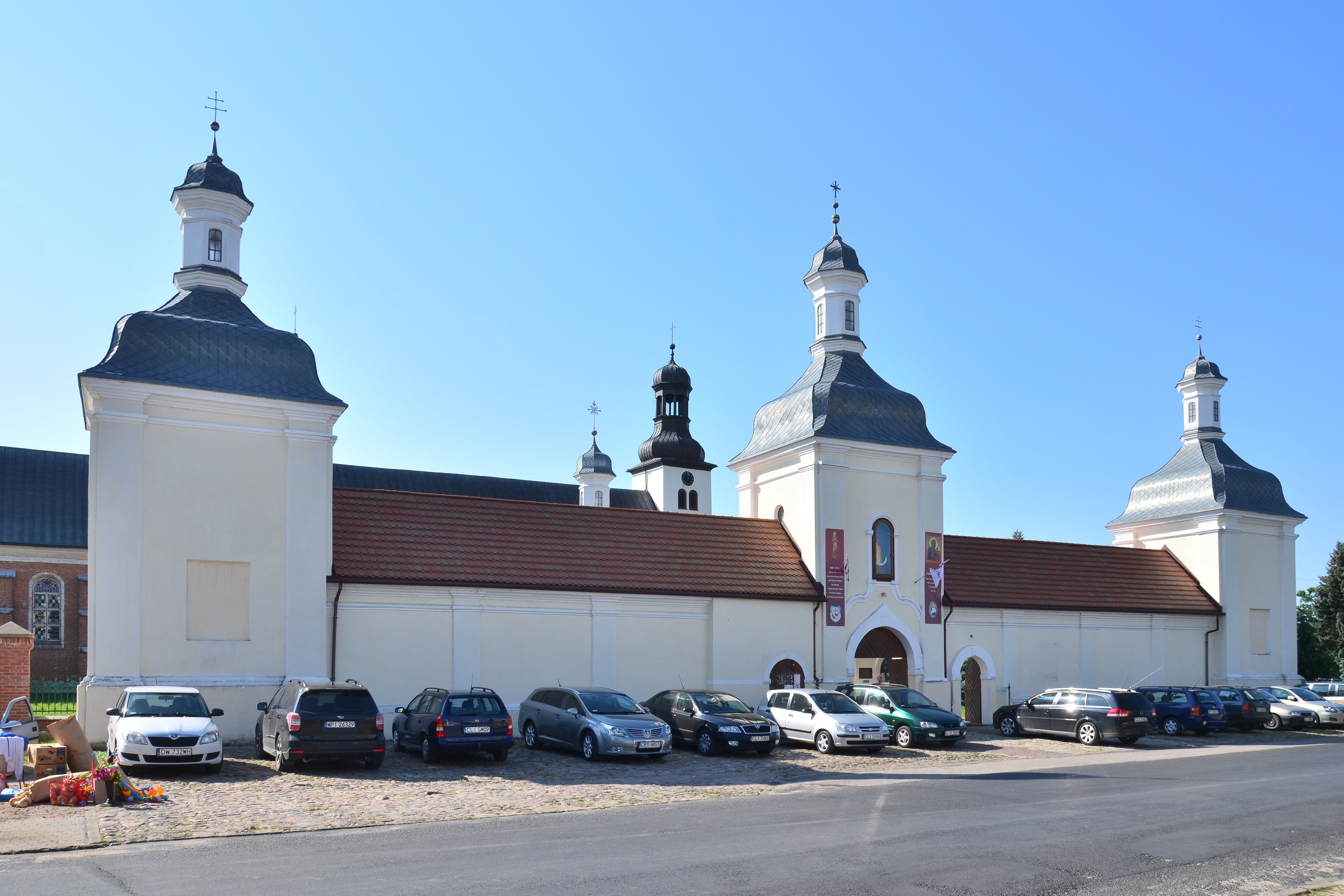
Brama główna
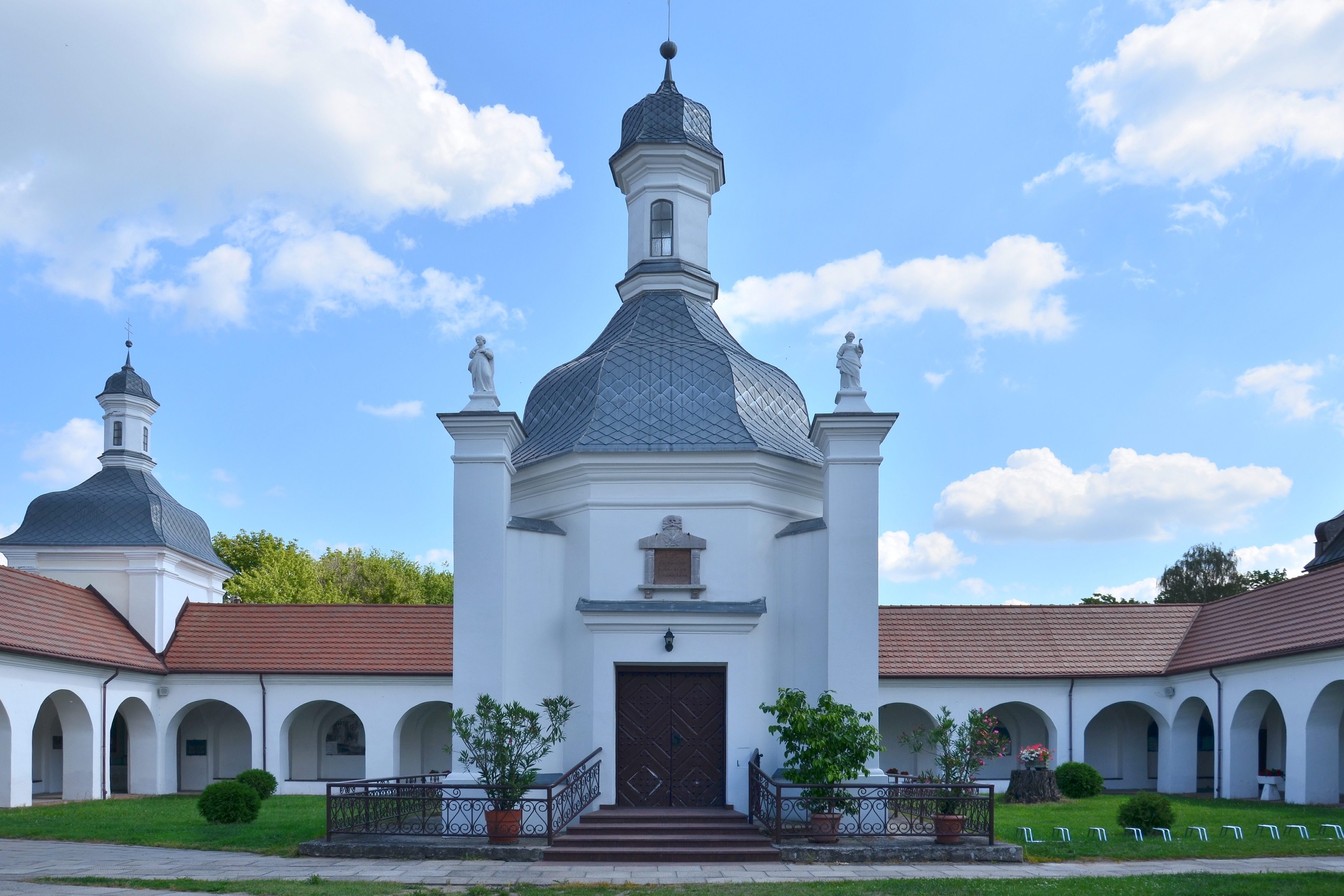
Kaplica
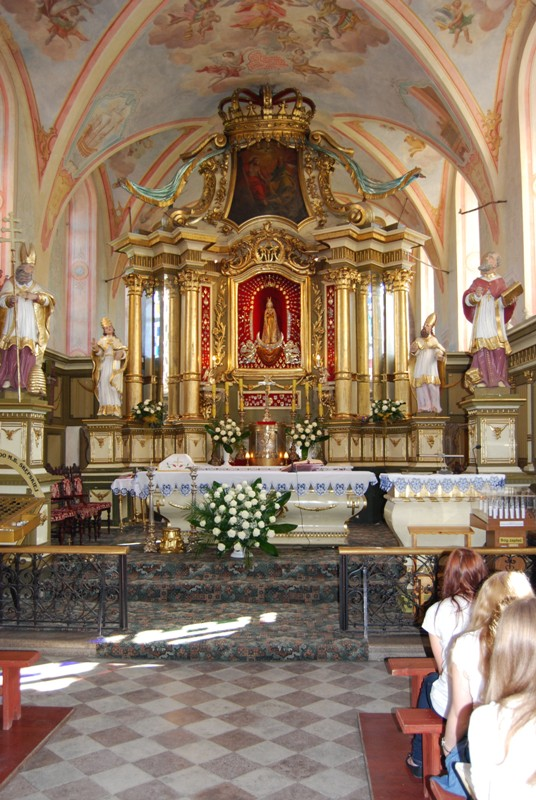
Ołtarz z cudowną figurą Matki Bożej
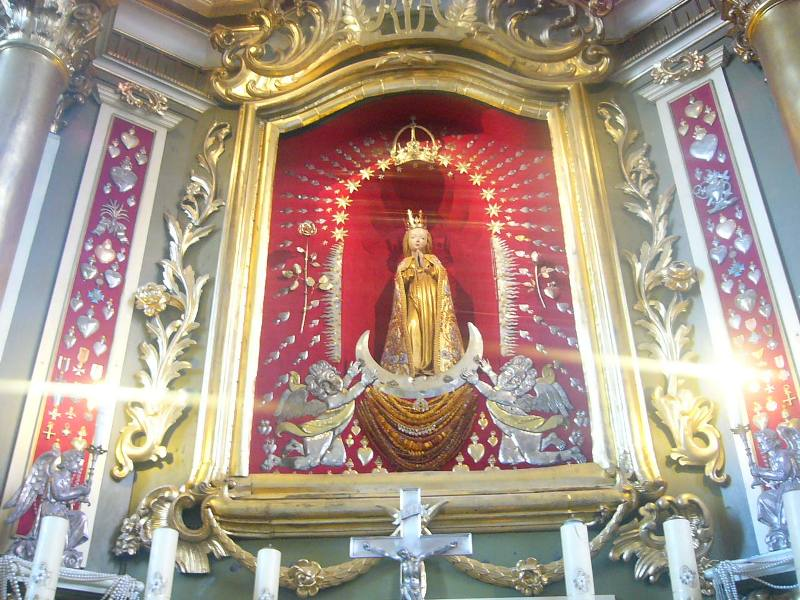
Figura Matki Bożej Skępskiej
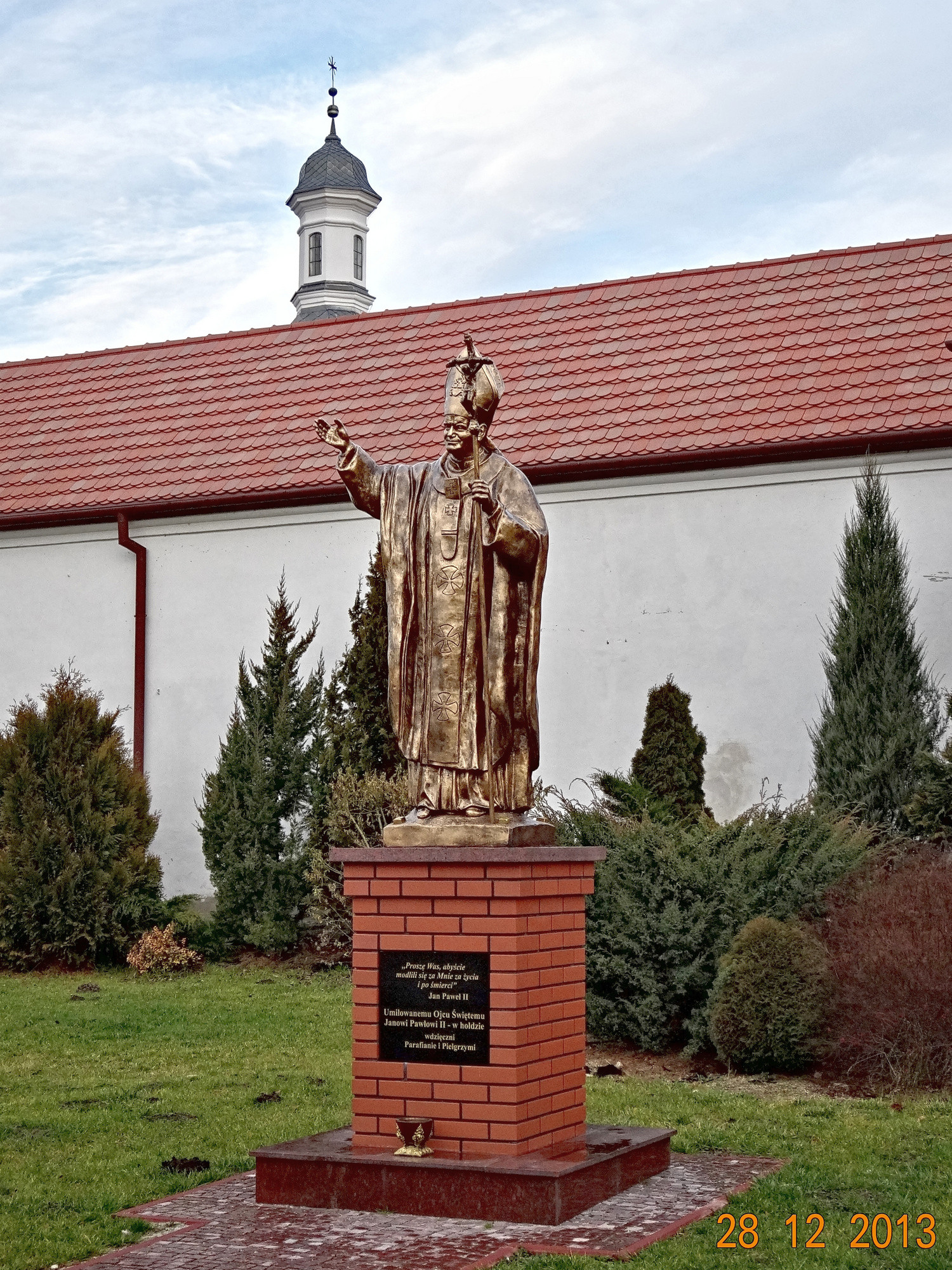
Pomnik Jana Pawła II